# Dòng chảy rối

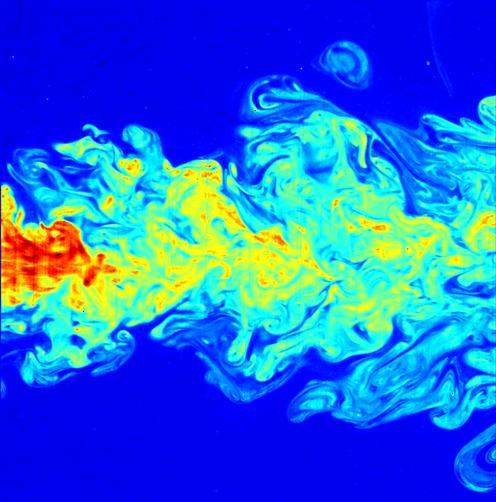
Tia dòng rối la-de do huỳnh quang gây ra. Tia dòng này bao gồm một dãy dài các kích cỡ chiều dài, một đặc điểm quan trọng của dòng chảy rối

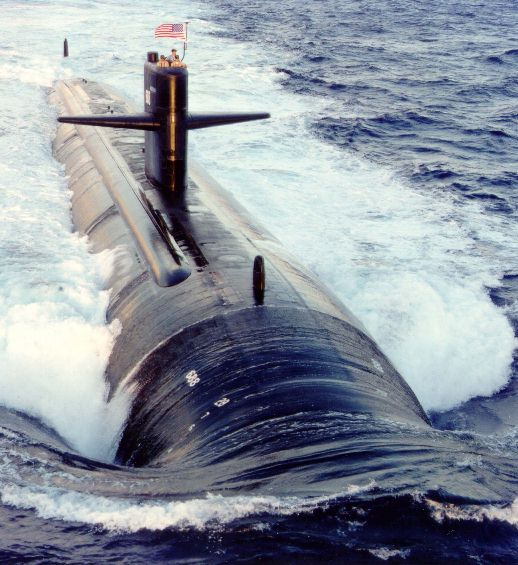
Dòng chảy rối và dòng chảy tầng trên thân tàu ngầm

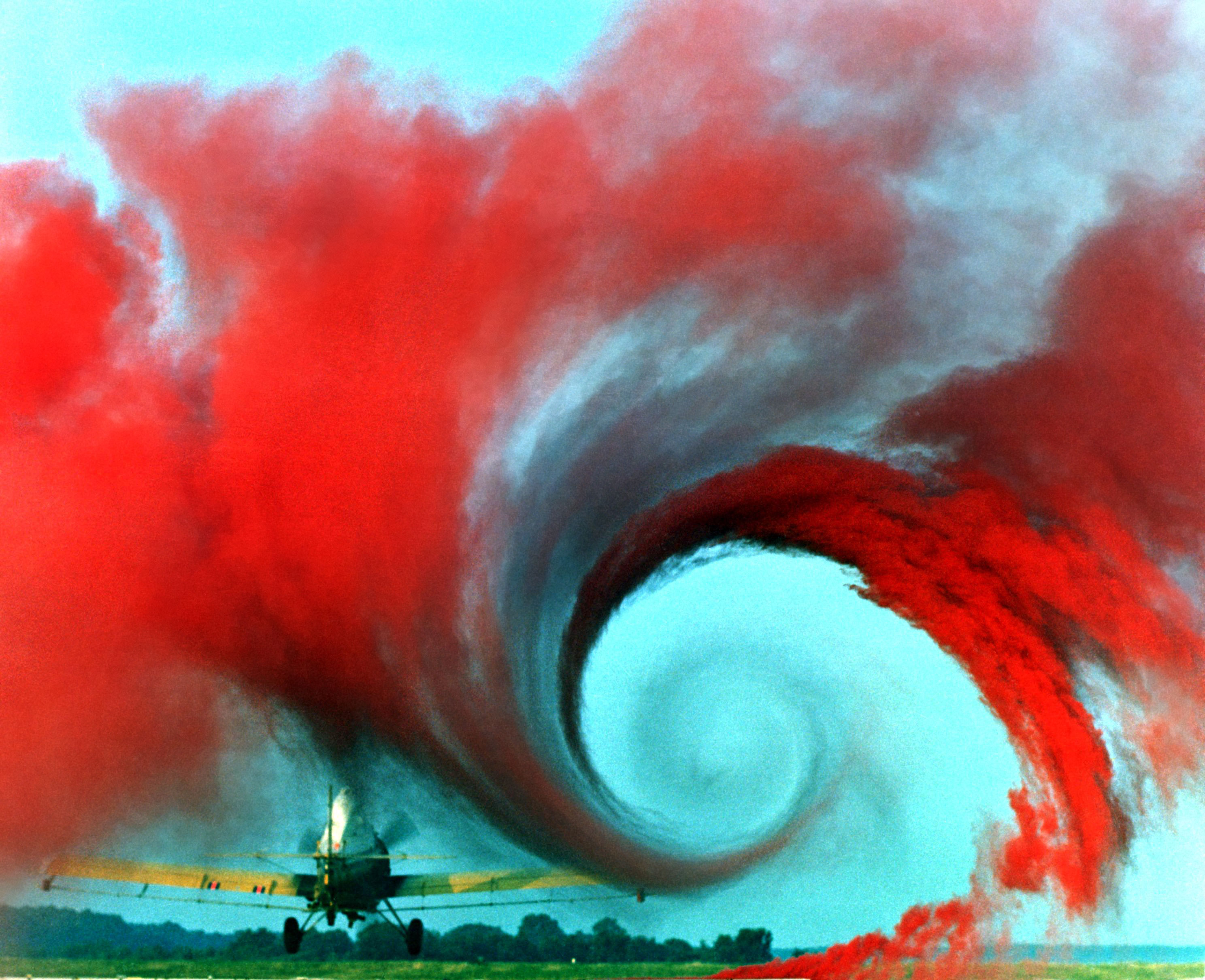
Dòng chảy rối tại rìa của một cơn lốc xoáy gần với cánh máy bay

Trong động lực học chất lưu, sự rối loạn của dòng chảy hay dòng chảy rối là một chế độ dòng chảy đặc trưng bởi những thay đổi hỗn loạn của áp suất và vận tốc dòng chảy. Ngược lại với dòng chảy tầng, dòng chảy rối liên quan số Reynolds cao,:2 trong đó lực quán tính lớn hơn nhiều so với lực nhớt.
Trong dòng chảy rối, các xoáy rối không ổn định xuất hiện với nhiều kích cỡ khác nhau và chúng tương tác với nhau. Lực cản (drag) do ma sát bề mặt lớp biên tăng lên. Cấu trúc và vị trí tách lớp biên thường xuyên thay đổi, đôi khi dẫn đến việc giảm lực cản tổng thể. Hiệu ứng này được khai thác trong thiết kế các tấm lái ngang (spoilers) khí động học trên xe ô tô và máy bay.
Dòng chảy rối thường được quan sát thấy trong các hiện tượng hàng ngày như sóng cuộn (surfing), chuyển động của các đám mây và khói. Hầu hết các dòng chảy xảy ra trong tự nhiên và trong các ứng dụng kỹ thuật là các dòng chảy rối.:1 Tuy nhiên, dòng chảy rối từ lâu đã là một thách thức trong phân tích vật lý. Richard Feynman đã mô tả nó như là vấn đề quan trọng nhất chưa được giải quyết của vật lý cổ điển.

## Các đặc điểm
Dòng chảy rối được đặc trưng bởi các đặc điểm sau:
Tính bất thường: các dòng chảy rối luôn rất bất thường. Vì lý do này, các vấn đề của dòng chảy rối thường được xử lý theo thống kê chứ khó xác định được một cách chính xác. Dòng chảy rối mang tính hỗn loạn. Tuy nhiên, không phải tất cả các dòng chảy hỗn loạn đều là dòng chảy rối.
Tính khuếch tán: Việc sẵn sàng cung cấp năng lượng sẵn có trong các dòng chảy rối có xu hướng đẩy nhanh tiến độ đồng nhất hóa (pha trộn) của hỗn hợp chất lưu. Sự " khuếch tán " tức là đặc trưng làm tăng sự pha trộn và làm tăng tốc độ vận chuyển khối lượng, động lượng và năng lượng trong một dòng chảy.
Khuếch tán trong dòng chảy rối thường được mô tả bởi hệ số khuếch tán rối. Hệ số khuếch tán rối được định nghĩa theo hiện tượng, do tính tương đồng với sự khuyết tán phân tử, nhưng nó không có ý nghĩa vật lý thực sự, phụ thuộc vào các điều kiện dòng chảy, và không phải là một thuộc tính của bản thân chất lưu. Ngoài ra, khái niệm khuếch tán rối giả định một mối quan hệ giữa một thông lượng rối (turbulent flux) và gradient của một biến trung bình tương tự như mối quan hệ giữa thông lượng và gradient tồn tại trong việc vận chuyển phân tử. Trong những điều kiện tốt nhất, giả định này cũng chỉ là gần đúng. Tuy nhiên, sự khuếch tán rối là phương pháp tiếp cận đơn giản nhất để phân tích định lượng cho các dòng chảy rối, và nhiều mô hình đã mặc nhiên công nhận nó trong tính toán. Ví dụ, trong một vật thể lớn chứa nước như là đại dương, hệ số này có thể được tìm ra bằng cách sử dụng định luật hàm mũ bốn phần ba của Richardson và nguyên tắc di chuyển ngẫu nhiên (random walk). Trong các sông ngòi và các dòng hải lưu lớn, hệ số khuếch tán được đưa ra dưới dạng các biến thể của công thức Elder.
Tính quay tròn: dòng chảy rối có độ xoáy (vorticity) khác không và được đặc trưng bởi một cơ chế tạo xoáy ba chiều được gọi là sự căng xoáy. Trong động lực học chất lưu, về bản chất chúng là các xoáy rối chịu sức căng kết hợp với sự tăng tương ứng của thành phần độ xoáy trong phương căng - do bảo toàn động lượng góc. Mặt khác, sự căng xoáy là cơ chế cốt lõi mà nhờ nó thác năng lượng của dòng rối dựa vào để thiết lập chức năng cấu trúc. [cần giải thích rõ hơn] Nói chung, cơ chế căng ngụ ý cho việc làm mỏng các xoáy rối trong phương vuông góc với phương căng do bảo tồn thể tích của các phần tử chất lưu. Kết quả là, kích cỡ chiều dài xuyên tâm của các xoáy rối giảm và các cấu trúc dòng chảy lớn hơn bị phá vỡ thành những cấu trúc nhỏ hơn. Quá trình này tiếp tục cho đến khi cấu trúc kích cỡ nhỏ là đủ nhỏ để động năng của chúng có thể được biến đổi thành nhiệt bởi độ nhớt phân tử của chất lưu. Đây là lý do tại sao dòng chảy rối luôn quay và ba chiều. Ví dụ, lốc xoáy khí quyển quay nhưng hình dạng hai chiều của chúng không cho phép tạo ra xoáy rối và vì vậy chúng ko phải là các dòng rối. Ngoài ra, các dòng chảy đại dương là phân tán nhưng về bản chất chúng không quay và do đó không phải là dòng rối.
Tính tiêu tán: Để duy trì dòng chảy rối, một nguồn cung cấp năng lượng bền vững là cần thiết vì sự rối loạn tiêu tán một cách nhanh chóng khi động năng được chuyển thành năng lượng nội tại dưới tác dụng của ứng suất cắt nhớt. Sự rối loạn gây ra sự hình thành của các xoáy rối (eddies) với nhiều kích cỡ chiều dài khác nhau. Hầu hết động năng của chuyển động rối được chứa trong các cấu trúc quy mô lớn. Năng lượng "truyền như thác" từ những cấu trúc quy mô lớn này cho các cấu trúc quy mô nhỏ hơn bằng một cơ chế quán tính và về cơ bản là không nhớt. Quá trình này tiếp tục, tạo ra các cấu trúc nhỏ hơn và nhỏ hơn nữa và do đó tạo ra một hệ thống phân cấp của các xoáy rối. Cuối cùng quá trình này tạo ra những cấu trúc đủ nhỏ để sự khuếch tán phân tử trở nên quan trọng và sự tiêu tán năng lượng nhớt cuối cùng sẽ diễn ra. Kích cỡ mà tại đó điều này xảy ra là kích cỡ chiều dài Kolmogorov.
Do thác năng lượng này, mà dòng chảy rối có thể được coi như là sự chồng chất của một phổ các dao động vận tốc dòng chảy và các xoáy rối xung quanh một dòng chảy trung bình (mean flow). Các xoáy rối được định nghĩa một cách lỏng lẻo như là các mô hình dính kết của vận tốc dòng chảy, xoáy rối và áp suất. Dòng chảy rối có thể coi như được tạo thành từ một hệ thống phân cấp của các xoáy rối trên một dải rộng của các kích cỡ chiều dài và hệ thống phân cấp này có thể được mô tả bằng phổ năng lượng, đo lường năng lượng trong các dao động vận tốc dòng chảy cho mỗi kích cỡ chiều dài (số sóng). Các kích cỡ trong dòng thác năng lượng nói chung là không thể kiểm soát và rất không đối xứng. Tuy nhiên, dựa trên kích cỡ chiều dài các xoáy rối có thể được chia thành ba loại:
1. [[Kích cỡ chiều dài tích phân]]: kích cỡ lớn nhất trong phổ năng lượng. Những xoáy rối này lấy năng lượng từ dòng chảy trung bình và cũng lấy từ nhau. Như vậy, chúng là những xoáy rối sản xuất năng lượng và chứa hầu hết năng lượng. Chúng có dao động vận tốc dòng chảy lớn và tần số thấp. Các kích cỡ tích phân có tính không đẳng hướng rất cao và được định nghĩa dưới dạng tương quan vận tốc dòng chảy giữa hai điểm được tiêu chuẩn hóa. Chiều dài tối đa của các kích cỡ này bị hạn chế bởi chiều dài đặc trưng của thiết bị chứa chất lưu. Ví dụ, kích cỡ chiều dài tích phân lớn nhất của dòng chảy trong đường ống bằng với đường kính ống. Trong trường hợp của nhiễu loạn không khí, chiều dài này có thể đạt tới vài trăm km.
2. [[Kích cỡ chiều dài Kolmogorov]]: là kích cỡ nhỏ nhất trong dải phổ, và nó tạo ra lớp nhớt phụ. Trong lớp này, năng lượng đầu vào từ các tương tác phi tuyến và năng lượng thoát ra từ việc tiêu tán nhớt là chính xác cân bằng với nhau. Các kích cỡ nhỏ có tần số cao, gây ra sự rối loạn đẳng hướng và đồng nhất cục bộ.
3. Kích cỡ vi mô Taylor: là kích cỡ trung gian giữa kích cỡ lớn nhất và nhỏ nhất và chúng tạo ra lớp quán tính phụ. Kích cỡ vi mô Taylor không phải là kích cỡ làm tiêu tán năng lượng mà chúng là trung gian cho việc truyền năng lượng từ kích cỡ lớn nhất xuống kích cỡ nhỏ nhất mà không làm tiêu tán năng lượng. Một số tài liêu không coi kích cỡ vi mô Taylor như là một kích cỡ chiều dài đặc trưng và coi thác năng lượng chỉ chứa các kích cỡ nhỏ nhất và lớn nhất; trong khi các tài liệu sau này thường đề cập đến cả lớp quán tính phụ và lớp nhớt phụ. Tuy nhiên, kích cỡ vi mô Taylor thường làm cho việc mô tả thuật ngữ "rối’’ được thuận tiện hơn vì những kích cỡ vi mô Taylor này đóng vai trò chi phối trong việc truyền năng lượng và động lượng trong không gian số sóng.

Mặc dù có thể tìm được một số lời giải chính xác của các phương trình Navier – Stokes chi phối chuyển động chất lưu, tất cả các lời giải như vậy là không ổn định do các nhiễu loạn hữu hạn nếu số Reynolds lớn. Sự phụ thuộc nhạy cảm vào các điều kiện ban đầu và các điều kiện biên làm cho dòng chảy chất lưu trở nên bất thường cả về thời gian và không gian vì vậy mô tả thống kê là cần thiết. Nhà toán học người Nga Andrey Kolmogorov đã đề xuất lý thuyết thống kê đầu tiên cho dòng chảy rối, dựa trên khái niệm thác năng lượng nói trên (ý tưởng ban đầu được giới thiệu bởi Richardson) và khái niệm về sự tự tương đồng. Kết quả là, kích cỡ vi mô Kolmogorov đã được đặt theo tên ông. Nhưng hiện nay lý thuyết tự tương đồng đã bị phá vỡ và vì vậy mô tả thống kê đã được sửa đổi như hiện nay. Tuy nhiên, mô tả đầy đủ cho dòng chảy rối vẫn là một trong những vấn đề chưa được giải quyết trong vật lý.
Theo một câu chuyện ngụy tác, Werner Heisenberg được hỏi rằng điều gì ông sẽ cầu xin Chúa, nếu có cơ hội. Ông đã trả lời rằng: "Khi tôi gặp Thiên Chúa, tôi sẽ hỏi ông ấy hai câu hỏi: Tại sao lại có tính tương đối? và tại sao lại có dòng chảy rối? Tôi thực sự tin rằng ông ấy sẽ có câu trả lời cho câu hỏi đầu tiên (nhưng chưa chắc có câu trả lời cho câu hỏi thứ hai)." Một câu chuyện dí dỏm tương tự cũng được quy cho Horace Lamb (người đã xuất bản một cuốn sách nổi tiếng về Thủy động lực học) - lựa chọn của Horace Lamb là Điện động lực học lượng tử (thay vì tính tương đối) và dòng chảy rối. Lamb được trích dẫn khi nói trong một bài phát biểu trước Hiệp hội vì sự tiến bộ của khoa học Vương quốc Anh, "Bây giờ tôi là một người đàn ông già, và khi tôi chết và lên thiên đàng có hai vấn đề trên mà tôi hy vọng tìm được sự thấu hiểu/ giác ngộ. Một là điện động lực học lượng tử, và hai là sự chuyển động rối của chất lưu. và về câu hỏi thứ nhất thì tôi khá lạc quan."
Một sự thuyết trình chi tiết hơn về sự rối loạn của dòng chảy với việc nhấn mạnh vào dòng chảy có số Reynolds cao, dành cho các nhà vật lý và toán học ứng dụng nói chung, được tìm thấy trong các bài viết trên Scholarpedia của R. Benzi, U. Frisch và G. Falkovich.
Có nhiều kích cỡ của những chuyển động khí tượng; trong bối cảnh này sự rối loạn ảnh hưởng đến các chuyển động kích cỡ nhỏ.

## Dòng chảy rối và số Reynolds
Dòng chảy trong đó động năng hao mòn hết do tác động của độ nhớt phân tử chất lưu được gọi là dòng chảy tầng. Trong khi không có định lý nào kết nối số Reynolds không thứ nguyên (Re) với sự rối loạn, các dòng chảy có số Reynolds lớn hơn 5000 thường (nhưng không nhất thiết) được coi là dòng chảy rối, còn các dòng chảy có số Reynolds thấp thường là các dòng chảy tầng. Ví dụ, trong dòng chảy Poiseuille, sự rối loạn có thể ban đầu được duy trì nếu số Reynolds lớn hơn một giá trị tới hạn khoảng 2040; hơn nữa, dòng chảy rối thường được xen kẽ với dòng chảy tầng cho đến khi số Reynolds đạt đến một giá trị lớn hơn (khoảng 4000).
Mặc dù quá trình quá độ giữa dòng chảy tầng và dòng chảy rối không diễn ra do sự thay đổi số Reynolds, thì quá trình quá độ này cũng có thể xảy ra nếu kích thước của vật thể tăng dần lên, hoặc độ nhớt của chất lưu bị giảm, hoặc nếu mật độ của chất lưu tăng lên.

## Ví dụ về các dòng chảy rối
- Khói bốc lên từ một điếu thuốc là một dòng chảy rối. Trong vài cm đầu tiên, dòng chảy là dòng chảy tầng. Sau đó, luồng khói trở thành dòng chảy rối khi số Reynolds của nó tăng lên, bời vì vận tốc dòng chảy và chiều dài đặc trưng đều đang tăng lên.
- Dòng chảy trên một quả bóng golf (có thể dễ hiểu hơn nếu coi quả bóng golf như đang đứng yên, và không khí đang chảy qua nó.) Nếu quả bóng golf hoàn toàn nhẵn, dòng chảy lớp biên trên mặt trước của nó sẽ là dòng chảy tầng ở điều kiện bình thường. Tuy nhiên, lớp biên có thể sẽ bị phân tách sớm, khi gradient áp lực chuyển từ thuận lợi (áp suất giảm theo phương dòng chảy) thành bất lợi (áp suất tăng theo hướng dòng chảy), tạo ra một vùng áp suất thấp phía sau quả bóng và việc này tạo ra một lực cản hình dạng (form drag) lớn. Để ngăn chặn điều này xảy ra, bề mặt quả bóng thường được tạo ra với các vết lõm để làm xáo trộn lớp biên và thúc đẩy quá trình chuyển đổi thành dòng chảy rối. Việc này dẫn đến ma sát bề mặt cao hơn, nhưng làm cho điểm phân tách lớp biên bị đẩy ra xa hơn và vì vậy làm giảm lực cản hình dạng và lực kéo tổng thể.
- Dòng chảy rối của không khí sạch trong quá trình bay của máy bay, cũng như sự hạn chế tầm nhìn thiên văn (hình ảnh bị mờ khi nhìn qua khí quyển).
- Hầu hết các hoàn lưu khí quyển trên mặt đất.
- Các lớp hỗn hợp nước biển và không khí và các dòng chảy đại dương mạnh.
- Dòng chảy trong nhiều thiết bị công nghiệp (như đường ống, ống dẫn, máy lọc bụi tĩnh, máy lọc khí, máy trao đổi nhiệt bề mặt động lực, vv) và các máy móc khác (ví dụ, động cơ đốt trong và tua bin khí).
- Các dòng chảy bên ngoài trên tất cả các loại phương tiện như xe hơi, máy bay, tàu biển và tàu ngầm.
- Chuyển động của vật chất trong khí quyển của các hành tinh.
- Tia dòng chảy từ một vòi phun phun vào một chất lưu ở trạng thái tĩnh. Khi tia dòng đi vào trong chất lưu này, các lớp cắt bắt nguồn từ miệng của vòi phun được tạo ra. Những lớp này tách tia dòng khỏi chất lưu, và tại một số Reynolds tới hạn nào đó chúng trở nên không ổn định và bị phá vỡ để trở thành dòng chảy rối.
- Dòng chảy rối được tạo ra do động vật bơi lội ảnh hưởng đến quá trình pha trộn trong đại dương.[12]
- Hàng rào ngăn tuyết làm việc bằng cách gây dòng rối trong gió, buộc gió phải làm rơi tuyết xuống.
- Cầu tàu trong nước. Vào cuối mùa hè và mùa thu, khi vận tốc dòng sông chảy chậm, nước chảy nhẹ nhàng quanh các trụ bên dưới cầu tàu. Vào mùa xuân, khi dòng chảy nhanh hơn, số Reynolds của dòng chảy trở nên lớn hơn. Dòng chảy có thể bắt đầu như là dòng chảy tầng nhưng nhanh chóng tách ra khỏi các trụ chân cầu tàu và trở thành dòng chảy rối.
- Trong nhiều dòng chảy địa vật lý (song ngòi, lớp biên khí quyển), sự rối loạn dòng chảy bị chi phối bởi các hoạt động cấu trúc dính kết và các sự kiện rối loạn liên quan. Một sự kiện rối loạn là một loạt các dao động rối loạn có chứa nhiều năng lượng hơn so với sự rối loạn dòng chảy trung bình.[13][14] Các sự kiện rối loạn có liên quan đến cấu trúc dòng chảy dính kết như là các xoáy rối và sự bùng nổ rối loạn, và chúng đóng vai trò quan trọng trong việc gây ra xói phù sa, bồi đắp và vận chuyển trong sông ngòi cũng như quá trình pha trộn chất gây ô nhiễm và phân tán trong sông, cửa sông, và trong không khí.
- Trong lĩnh vực y tế tim mạch, ống nghe được sử dụng để phát hiện âm tim và âm mạch, đó là do dòng máu là dòng rối. Ở người bình thường, âm tim là một sản phẩm của dòng chảy rối khi các van tim đóng lại. Tuy nhiên, trong một số trường hợp dòng chảy rối có thể nghe thấy rõ vì các lý do khác, có thể là do bệnh lý. Ví dụ, trong xơ vữa động mạch tiên tiến, âm mạch (và cũng tức là dòng chảy rối) có thể được nghe thấy trong các đường mạch đã bị thu hẹp do quá trình bệnh gây ra.
- Gần đây, dòng chảy rối trong các môi trường rỗng đã trở thành một chủ đề tranh cãi rất nhiều.[15]

## Nhiệt và truyền động lượng
Trong dòng chảy rối, các phần tử chất lưu có thêm chuyển động ngang làm tăng tốc độ trao đổi năng lượng và động lượng giữa chúng và do đó làm tăng sự trao đổi nhiệt và hệ số ma sát.
Giả định cho một dòng chảy rối hai chiều và có thể xác định vị trí một điểm cụ thể trong chất lưu và đo vận tốc dòng chảy thực tế {\displaystyle v=\left({{v}_{x}},{{v}_{y}}\right)} của mỗi phần tử đi qua điểm đó tại bất kỳ thời điểm nào. Thì nhờ đó, có thể tìm ra vận tốc dòng chảy thực tế dao động xung quanh một giá trị trung bình:
{\displaystyle {{v}_{x}}=\underbrace {\overline {{v}_{x}}} _{\begin{smallmatrix}{\text{mean}}\\{\text{value}}\end{smallmatrix}}+\underbrace {{{v}'}_{x}} _{\text{fluctuation}}{\text{ }}{\text{, }}{{v}_{y}}={\overline {{v}_{y}}}+{{{v}'}_{y}}}
và tương tự đối với nhiệt độ{\displaystyle \left(T={\overline {T}}+{T}'\right)} và áp suất {\displaystyle \left(P={\overline {P}}+{P}'\right)}, trong đó dấu phẩy biểu thị giá trị dao động xung quanh giá trị trung bình. Sự phân tách một biến dòng chảy thành tổng của giá trị trung bình và giá trị dao động rối được đề xuất bởi Osborne Reynolds vào năm 1895, và được coi là sự khởi đầu của các phân tích toán học một cách có hệ thống cho dòng chảy rối, và là một lĩnh vực nghiên cứu của động lực học chất lưu. Trong khi các giá trị trung bình được coi như là các biến có thể dự đoán được được xác định bởi các định luật động lực học, thì những giá trị dao động rối được coi như là các biến ngẫu nhiên. 
Thông lượng nhiệt và truyền động lượng (đại diện bởi ứng suất cắt {\displaystyle \tau }) theo phương vuông góc với dòng chảy trong một thời gian nhất định là:
{\displaystyle {\begin{aligned}&q=\underbrace {{{{v}'}_{y}}\rho {{c}_{P}}{T}'} _{\text{experimental value}}=-{{k}_{\text{turb}}}{\frac {\partial {\overline {T}}}{\partial y}}\\&\tau =\underbrace {-\rho {\overline {{{{v}'}_{y}}{{{v}'}_{x}}}}} _{\text{experimental value}}={{\mu }_{\text{turb}}}{\frac {\partial {\overline {{v}_{x}}}}{\partial y}}\\\end{aligned}}}
trong đó, {\displaystyle {{c}_{P}}} là công suất nhiệt ở áp suất không đổi, {\displaystyle \rho } là mật độ của chất lưu, {\displaystyle {{\mu }_{\text{turb}}}} là hệ số độ nhớt rối và {\displaystyle {{k}_{\text{turb}}}} là độ dẫn nhiệt rối.

## Lý thuyết Kolmogorov 1941
Khái niệm về dòng rối của Richardson: một dòng chảy rối bao gồm các "xoáy rối" với các kích thước khác nhau. Các kích thước này cũng tức là các kích cỡ chiều dài đặc trưng của các xoáy rối và các xoáy rối còn được đặc trưng bởi kích cỡ vận tốc dòng chảy và kích cỡ thời gian (thời gian quay vòng) phụ thuộc vào kích cỡ chiều dài. Các xoáy rối lớn là không ổn định và cuối cùng bị phân chia thành các xoáy rối nhỏ hơn, và động năng của xoáy lớn ban đầu được chia cho các xoáy rối nhỏ hơn. Những xoáy nhỏ này trải qua quá trình tương tự, tạo ra các xoáy rối nhỏ hơn nữa kế thừa năng lượng của chúng, và quá trình này cứ tiếp tục như vậy. Bằng cách này, năng lượng được truyền từ (xoáy rối) kích cỡ lớn xuống các xoáy rối kích cỡ nhỏ hơn cho đến khi đạt đến một kích cỡ chiều dài đủ nhỏ mà tại đó độ nhớt của chất lưu có thể làm tiêu tan động lượng trở thành năng lượng nội tại một cách hiệu quả.
Trong lý thuyết ban đầu năm 1941, Kolmogorov mặc nhiên công nhận rằng với các số Reynolds rất cao, các chuyển động rối kích cỡ nhỏ là đẳng hướng về mặt thống kê (nghĩa là tất cả các hướng đều phải được tính đến). Nhìn chung, các xoáy rối kích cỡ lớn của một dòng chảy là không đẳng hướng, bởi vì chúng được tạo ra bởi các đặc điểm hình học cụ thể của các đường biên (kích thước đặc trưng cho các xoáy rối kích cỡ lớn sẽ được ký hiệu là L). Ý tưởng của Kolmogorov là trong thác năng lượng của Richardson thông tin hình học và phương hướng này bị mất, trong khi kích cỡ bị giảm, do đó số liệu thống kê của các (xoáy rối) kích cỡ nhỏ có một đặc tính phổ quát: chúng giống nhau cho tất cả các dòng chảy rối khi số Reynolds đủ lớn.
Vì vậy, Kolmogorov đã giới thiệu một giả thuyết thứ hai: đối với các số Reynolds rất cao số liệu thống kê của các (xoáy rối) kích cỡ nhỏ được xác định phổ quát và độc nhất bởi độ nhớt động học ({\displaystyle \nu }) và tốc độ tiêu hao năng lượng ({\displaystyle \varepsilon }). Chỉ với hai thông số này, chiều dài độc nhất có thể được hình thành bằng cách phân tích thứ nguyên là:
{\displaystyle \eta =\left({\frac {\nu ^{3}}{\varepsilon }}\right)^{1/4}}.
giá trị này ngày nay được gọi là kích cỡ chiều dài Kolmogorov (xem kích cỡ vi mô Kolmogorov).
Một dòng chảy rối đặc trưng bởi một hệ thống phân cấp các kích cỡ (xoáy rối) mà thông qua đó thác năng lượng diễn ra. Tiêu tán động lượng diễn ra tại các (xoáy rối) kích cỡ cùng bậc (order) với chiều dài Kolmogorov {\displaystyle \eta } trong khi năng lượng đầu vào của thác đến từ sự phân rã của các (xoáy rối) kích cỡ lớn, bậc L. Hai kích cỡ này tại hai đầu của thác năng lượng có thể khác nhau vài bậc độ lớn nếu số Reynolds lớn. Ở giữa có một dãy các (xoáy rối) có kích cỡ (mỗi kích cỡ có chiều dài đặc trưng riêng r) đã hình thành từ năng lượng của các (xoáy rối) kích cỡ lớn hơn. Những kích cỡ (xoáy rối) này rất lớn so với chiều dài Kolmogorov, nhưng vẫn còn rất nhỏ so với kích cỡ (xoáy rối) lớn của dòng chảy (nghĩa là {\displaystyle \eta \ll r\ll L}). Bởi vì các xoáy rối trong dãy (kích cỡ) này lớn hơn nhiều so với các xoáy rối tiêu tán (năng lượng) tồn tại ở kích cỡ Kolmogorov, động lượng về cơ bản không tiêu tán trong dãy (kích cỡ) này, và nó chỉ được truyền cho kích cỡ nhỏ hơn cho đến khi các hiệu ứng nhớt trở nên quan trọng khi xuống đến bậc của kích cỡ Kolmogorov. Trong dãy này các lực quán tính vẫn lớn hơn nhiều so với lực nhớt, và có thể giả định rằng độ nhớt không đóng một vai trò nào trong động lực học nội tại của chúng (vì lý do này dãy này được gọi là "lớp quán tính").
Do đó, Kolmogorov đưa ra một giả thuyết thứ ba đó là với các số Reynolds rất cao số liệu thống kê về các kích cỡ trong phạm vi {\displaystyle \eta \ll r\ll L} được xác định phổ quát và độc nhất bởi kích cỡ r và tốc độ tiêu hao năng lượng {\displaystyle \varepsilon }.
Cách thức mà động năng được phân phối trên nhiều kích cỡ là một đặc trưng cơ bản của dòng chảy rối. Đối với các dòng rối đồng nhất (tức là, bất biến về mặt thống kê khi thay đổi trục tọa độ) điều này thường được thực hiện bằng các phương pháp hàm phổ năng lượng {\displaystyle E(k)},trong đó k là mô đun của vector sóng tương ứng với một số hàm điều hòa trong đại diện Fourier của trường vận tốc dòng chảy 'u(x)': 
{\displaystyle \mathbf {u} (\mathbf {x} )=\iiint _{\mathbb {R} ^{3}}{\widehat {\mathbf {u} }}(\mathbf {k} )e^{i\mathbf {k\cdot x} }\mathrm {d} ^{3}\mathbf {k} },
trong đó û(k) là biến đổi Fourier của trường vận tốc dòng chảy. Như vậy, E(k)dk đại diện cho sự đóng góp vào động năng của tất cả các Fourier modes với k < |k| < k + dk, và do đó:
{\displaystyle {\frac {1}{2}}\langle u_{i}u_{i}\rangle =\int _{0}^{\infty }E(k)\mathrm {d} k},
trong đó, {\displaystyle 1/2\langle u_{i}u_{i}\rangle } là động năng rối trung bình của dòng chảy. Số sóng k tương ứng với kích cỡ chiều dài r là {\displaystyle k=2\pi /r}. Vì vậy, bằng cách phân tích thứ nguyên, dạng thức có thể duy nhất cho hàm phổ năng lượng theo với giả thiết thứ ba của Kolmogorov là:
{\displaystyle E(k)=C\varepsilon ^{2/3}k^{-5/3}},
trong đó C là một hằng số phổ quát. Đây là một trong những kết quả nổi tiếng nhất của lý thuyết  Kolmogorov 1941 và đã có nhiều bằng chứng thực nghiệm hỗ trợ nó.
Mặc dù với thành công này, thì hiện nay lý thuyết Kolmogorov vẫn đang được xem xét lại. Lý thuyết này ngầm giả định rằng sự rối loạn là một quá trình tự tương đồng về mặt thống kê ở các kích cỡ khác nhau. Điều này về cơ bản có nghĩa là các số liệu thống kê là bất biến về mặt kích cỡ (scale-invariant) trong lớp quán tính. Một phương pháp thông thường để nghiên cứu các trường vận tốc dòng chảy rối đó là phương pháp số gia vận tốc dòng chảy:
{\displaystyle \delta \mathbf {u} (r)=\mathbf {u} (\mathbf {x} +\mathbf {r} )-\mathbf {u} (\mathbf {x} )};
nó là, sự khác nhau về vận tốc dòng chảy giữa các điểm cách nhau một vector r (bởi vì dòng rối được giả định đẳng hướng, sự gia tăng vận tốc dòng chảy chỉ phụ thuộc vào các mô đun của r). Sự gia tăng vận tốc dòng chảy là hữu ích vì chúng nhấn mạnh ảnh hưởng của các kích cỡ bậc r trong tính toán các số liệu thống kê. Sự bất biến về mặt thống kê của các kích cỡ có nghĩa là kích cỡ của các số gia vận tốc dòng chảy nên xảy ra với một số mũ tỉ lệ độc nhất {\displaystyle \beta },vì vậy khi r được thu phóng (scaled) bởi một hệ số {\displaystyle \lambda },
{\displaystyle \delta \mathbf {u} (\lambda r)}
nên có sự phân bố thống kê giống như:
{\displaystyle \lambda ^{\beta }\delta \mathbf {u} (r)},
với {\displaystyle \beta } độc lập với kích cỡ r. Từ thực tế này, và các kết quả khác của lý thuyết Kolmogorov 1941, suy ra rằng những moment thống kê của các số gia vận tốc dòng chảy (được gọi là các hàm cấu trúc trong dòng rối) nên thu phóng (scale) như sau:
{\displaystyle \langle [\delta \mathbf {u} (r)]^{n}\rangle =C_{n}\varepsilon ^{n/3}r^{n/3}},
trong đó các dấu ngoặc biểu thị giá trị thống kê trung bình, và {\displaystyle C_{n}} là các hằng số phổ quát.
Có bằng chứng quan trọng rằng các dòng chảy rối đi chệch khỏi lối ứng xử (công thức) này. Các số mũ tỉ lệ không giống với giá trị dự đoán lý thuyết n/3, mà là một hàm phi tuyến tính bậc n của hàm cấu trúc. Tính phổ quát của các hằng số cũng bị đặt câu hỏi. Đối với các bậc thấp sự không nhất quán với giá trị Kolmogorov n/3 là rất nhỏ, điều này giải thích cho sự thành công của lý thuyết Kolmogorov cho những moment thống kê bậc thấp. Cụ thể, có thể cho thấy rằng khi phổ năng lượng tuân theo một định luật mũ:
{\displaystyle E(k)\propto k^{-p}},
với {\displaystyle 1<p<3} hàm cấu trúc bậc hai cũng có một định luật mũ, dưới dạng:
{\displaystyle \langle [\delta \mathbf {u} (r)]^{2}\rangle \propto r^{p-1}},
Bởi vì các giá trị thực nghiệm đạt được cho hàm cấu trúc bậc hai chỉ lệch một chút so với giá trị 2/3 được dự đoán bởi lý thuyết Kolmogorov, giá trị của p là rất gần với giá trị 5/3 (chênh lệch khoảng 2%). Do đó, "Phổ Kolmogorov -5/3" thường được quan sát thấy trong dòng chảy rối. Tuy nhiên, đối với các hàm cấu trúc bậc cao, sự khác nhau so với kích cỡ Kolmogorov là quan trọng, và sự sụp đổ của lý thuyết tự tương đồng thống kê là rõ ràng. Điều này cộng với sự thiếu tính phổ quát của các hằng số {\displaystyle C_{n}} có liên quan đến những hiện tượng chưa giả thích được trong dòng rối. Đây là một lĩnh vực nghiên cứu quan trọng và mục tiêu chính của các lý thuyết hiện đại về dòng rối là phải hiểu điều gì là thực sự phổ quát trong lớp quán tính.